# Sojino meso
Okara je ostatak dobiven pri proizvodnji sojinog mlijeka ili tofua (također poznat pod nazivom sojino meso). Pri proizvodnji sojinog mlijeka ili tofua od 1 kilograma soje ostane oko 1,1 kilogram okare koja sadrži 76 do 80% vlage i 3,5 do 4% bjelančevina.
Okaru je moguće dodatno osušiti kako bi se dobila dehidrirana okara koju se dalje može samljeti u sojino brašno i koristiti u pekarstvu. Uz pekarske proizvode od okare se mogu raditi i drugi prehrambeni proizvodi kao okara tempeh, vegetarijanske kobasice i okara burger.